# Aeroportul Municipal Nenana
Aeroportul Municipal Nenana (IATA: ENN, ICAO: PANN, FAA LID: ENN) este un aeroport din Alaska, Statele Unite ale Americii. Aeroportul a fost tranzitat în 2019 de 20 de pasageri.
Situat la o altitudine de 110 m, aeroportul dispune de 2 piste.

## Infrastructură

### Piste
Aeroportul dispune de 2 piste. Pista 04L/22R are suprafața de asfalt și dimensiunile 4.600 picioare × 100 picioare. Pista 04R/22L are suprafața de Iarbă și dimensiunile 2.520 picioare × 60 picioare. 